# Kaiserling
Der Kaiserling (Amanita caesarea), auch Kaiserpilz oder Orangegelber Wulstling genannt, ist eine Pilzart aus der Familie  der Wulstlingsverwandten (Amanitaceae), der schon seit der Antike den Ruf eines außergewöhnlich wohlschmeckenden Speisepilzes genießt.

## Merkmale

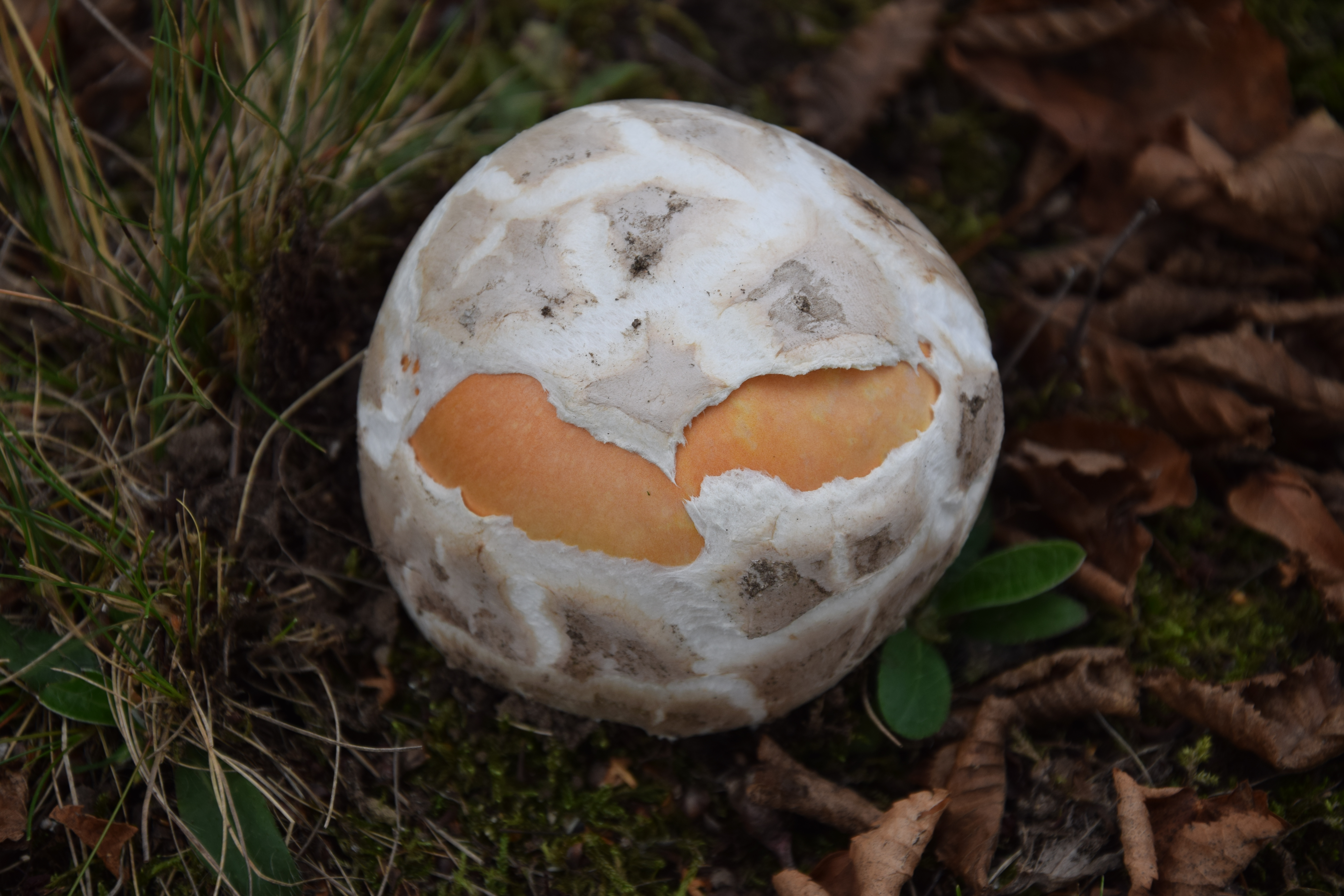
Jung ist die Art vollständig vom Velum universale umschlossen. Wenn der Pilz wächst, bricht es auf und bleibt als Volva an der Stielbasis zurück.

Der Kaiserling ist ein Blätterpilz mit in Hut und Stiel gegliederten Fruchtkörpern. Der Hut wird etwa 7 bis 15, in Ausnahmefällen 18 Zentimeter breit. Jung zunächst keulig bis eiförmig und von einem dicken weißen Velum universale eingehüllt, schirmt der Hut im Alter auf. Seine Oberfläche ist leuchtend orangerot gefärbt und zum Hutrand hin häufig gelblich ausblassend, feucht etwas schmierig, in trockenem Zustand seidig glänzend, glatt und am Rand gerieft. Vom Velum bleiben nur selten einige weiße Fetzen auf der Hutoberfläche zurück. Der zitronen- bis goldgelbe Stiel wird etwa 8 bis 15 Zentimeter lang und 2 bis 3 Zentimeter stark; zur Spitze hin verjüngt er sich etwas, an der Basis ist er dagegen knollig verdickt. Seine Oberfläche ist unter der dauerhaften, hängenden, oberflächlich gerieften, unterseits glatten, goldgelben Manschette fein-faserig-flockig. Der Stiel steckt in einer sackartigen, lappigen, dickhäutigen, weißen bis grauweißen Volva. Die Lamellen sind jung hellgelb und verfärben sich mit zunehmender Reife nach goldgelb. Das Sporenpulver ist weiß. Das ansonsten weiße Fleisch zeigt unter der Huthaut eine gelbe Farbe. Der Geruch ist angenehm, der Geschmack  mild und nussartig.

## Artabgrenzung

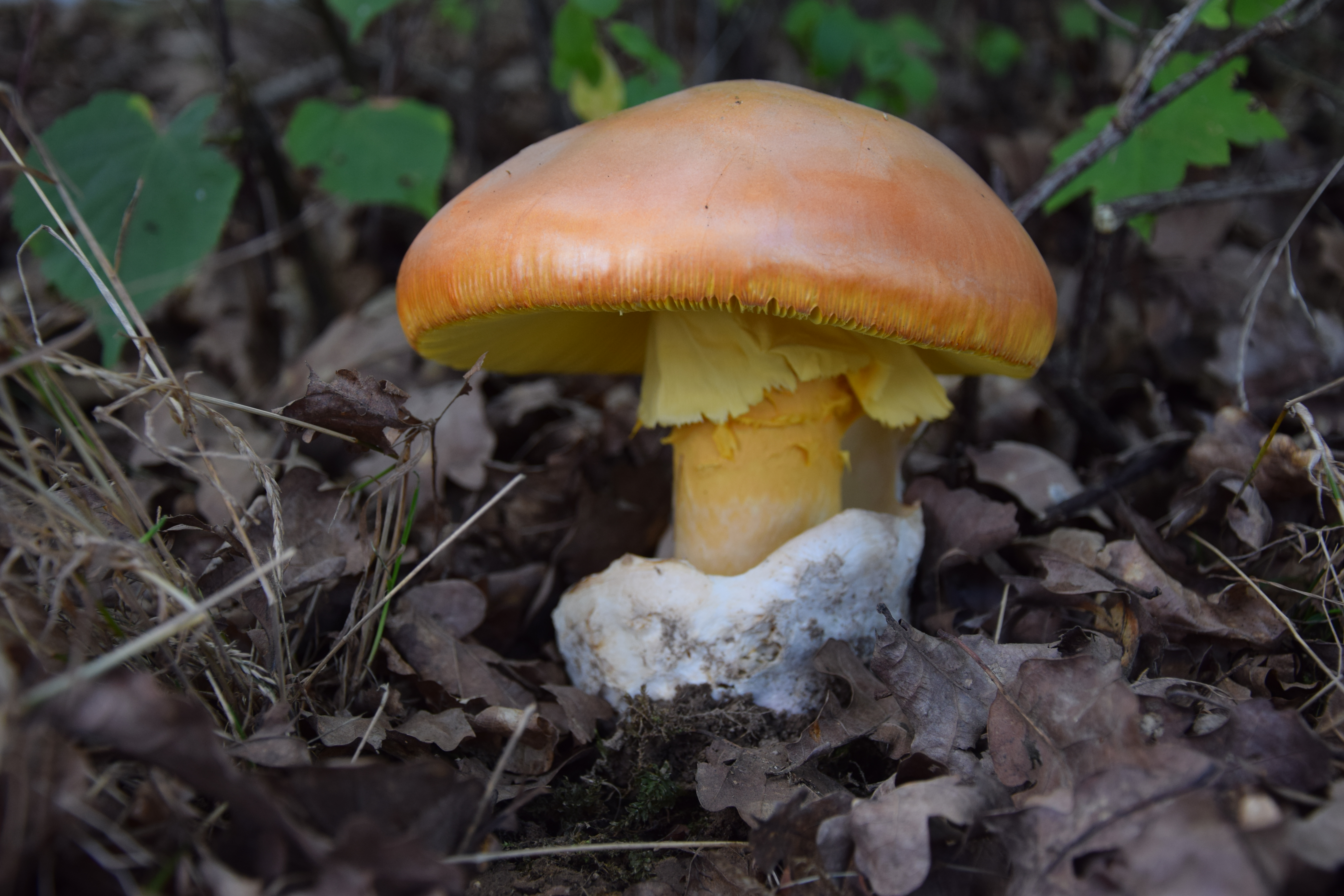
Lamellen und Stiel des Kaiserlings sind gelb gefärbt, was ihn von allen anderen mitteleuropäischen Wulstlingen unterscheidet.

Der giftige Fliegenpilz ist eine sehr viel häufigere rothütige europäische Amanita-Art. Er unterscheidet sich oft durch weiße Velum-Schuppen auf der Huthaut, welche jedoch auch leicht abgewischt oder von Regen abgewaschen werden können. Stiel und Lamellen sind beim Kaiserling ausgeprägt gelb bis weißlich-gelb und zumindest beim frischen Fliegenpilzfruchtkörper weiß. Weiterhin hat der Kaiserling eine freie und gut entwickelte, aufrechte Volva; beim Fliegenpilz sind die Volva-Reste dagegen als Kränze anliegender Warzengürtel ausgebildet. Im Zellmaterial des Velum universale finden sich beim Fliegenpilz aufgeblähte Hyphenelemente und Sphaerocysten.
Außerdem kann der Kaiserling, besonders jung, mit dem Orangegelben und dem Fuchsigen Scheidenstreifling verwechselt werden. Diese haben jedoch weiße Lamellen und Stiele, außerdem niemals einen Ring.

## Ökologie
Der Kaiserling ist ein Mykorrhizapilz, der mit Eichen, Buchen, Kiefern und Esskastanien vergesellschaftet sein kann. Er ist stark wärmeliebend und wächst in lichten Wäldern und Gebüschen. In Mitteleuropa wächst er auf schwach bis stark sauren, frischen Böden, die nur gering mit Basen versorgt sind. Die Fruchtkörper erscheinen vom Sommer bis in den Herbst, sofern es vorher ausreichend Niederschlag gab.

## Verbreitung
Der Kaiserling kommt in der Holarktis in den mediterranen bis warm-gemäßigten Zonen vor: in Europa, im Kaukasus, in Japan, Ostasien, in Nordamerika (Mexiko bis Kanada) sowie in Nordafrika (Marokko und Algerien). In Europa kommt er im Süden von Spanien, auf Korsika, in Italien, auf der Balkanhalbinsel sowie in Mitteleuropa von Südfrankreich bis Ungarn und Tschechien, selten bis Südpolen vor. Nördlich der Alpen ist die Art selten. In Deutschland kommt der Kaiserling unstet vor. Fundstellen gibt es in Baden-Württemberg, Bayern, Rheinland-Pfalz und Hessen, in seltenen Fällen wurde die Art auch in Sachsen gefunden. Breitenbach und Kränzlin gehen davon aus, dass die Vorkommen nördlich der Alpen auf Verschleppungen aus römischer Zeit zurückgehen, da er vor allem entlang der alten Römerstraßen vorkäme.

## Systematik

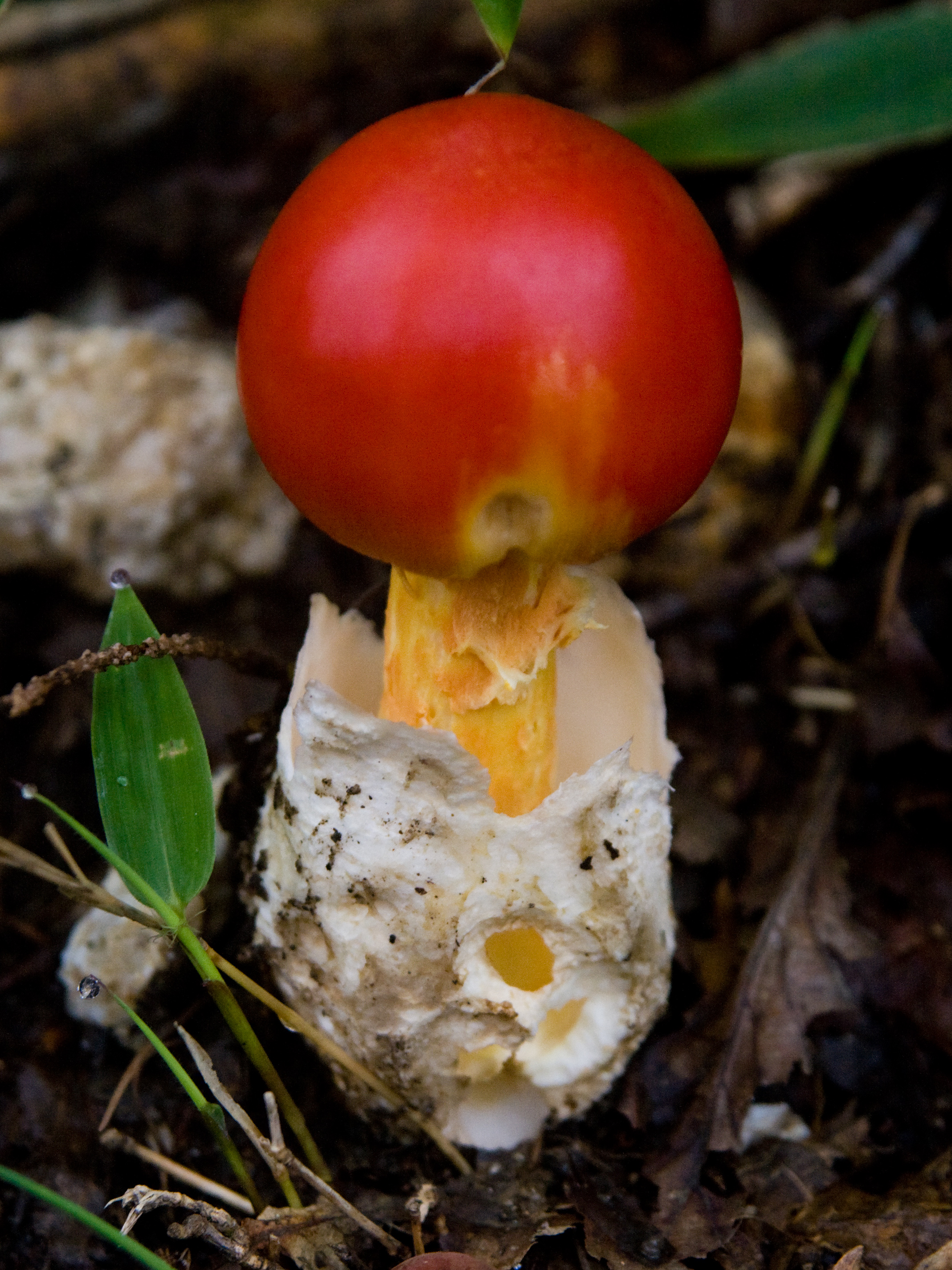
Der Tibetische Kaiserling (Amanita hemibapha) ist Typusart einer weiteren Artengruppe.

Weltweit sind zahlreiche ähnliche Arten bekannt. Die genauen Verwandtschaftsverhältnisse sind bisher jedoch noch nicht geklärt. Dabei besteht die Artengruppe um den Kaiserling aus fünf Arten. Die Gruppe um den ähnlichen Tibetischen Kaiserling (Amanita hemibapha) umfasst rund 40 Arten.

## Bedeutung
Der in Mitteleuropa aufgrund der klimatischen Bedingungen sehr selten fruktifizierende Pilz ist seit der Antike ein sehr geschätzter Speisepilz, der südlich der Alpen und im Dreiländereck bei Basel gelegentlich auch als Marktpilz gehandelt wird. 
Nach Anlage 1 zur Bundesartenschutzverordnung ist der Kaiserling besonders geschützt und darf daher in ganz Deutschland nicht gesammelt werden.